# Schloss Grombach

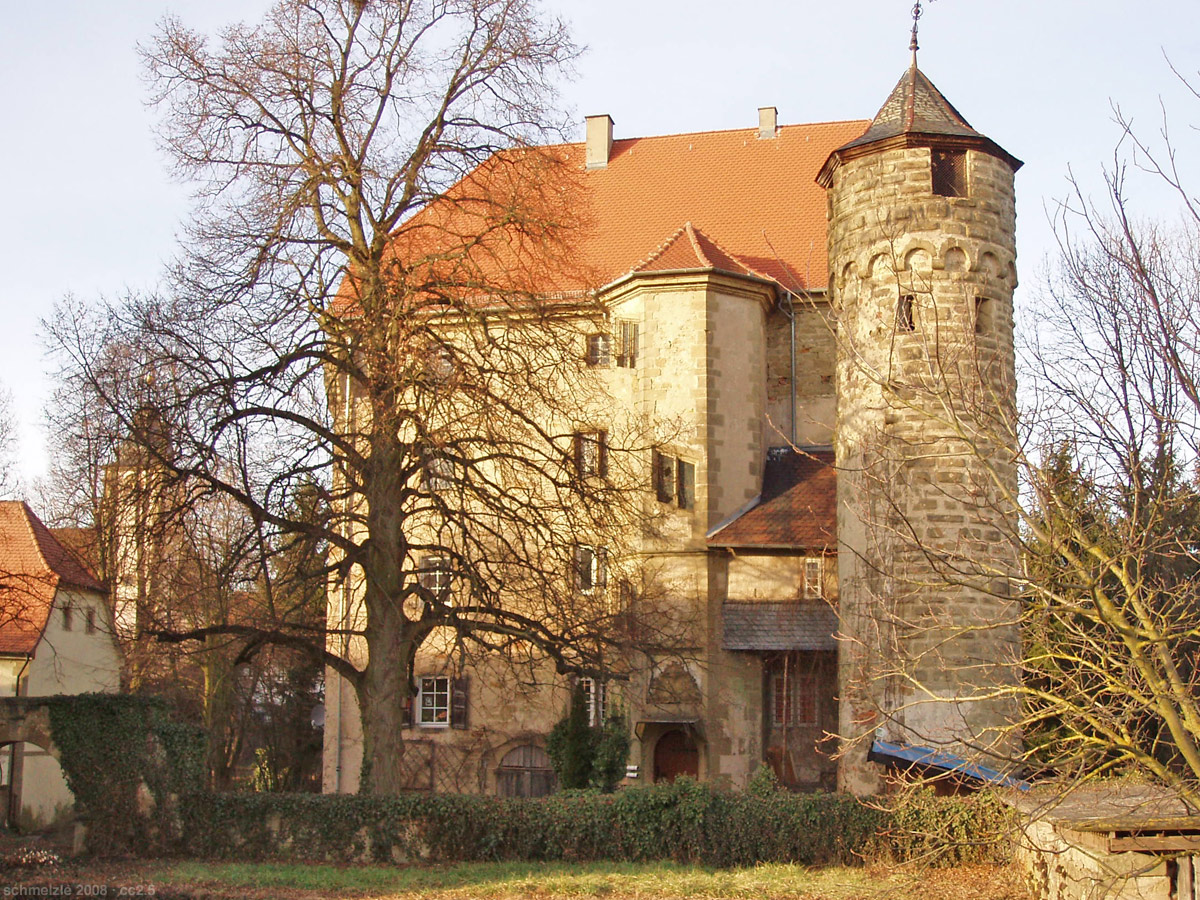
Schloss Grombach von Süden

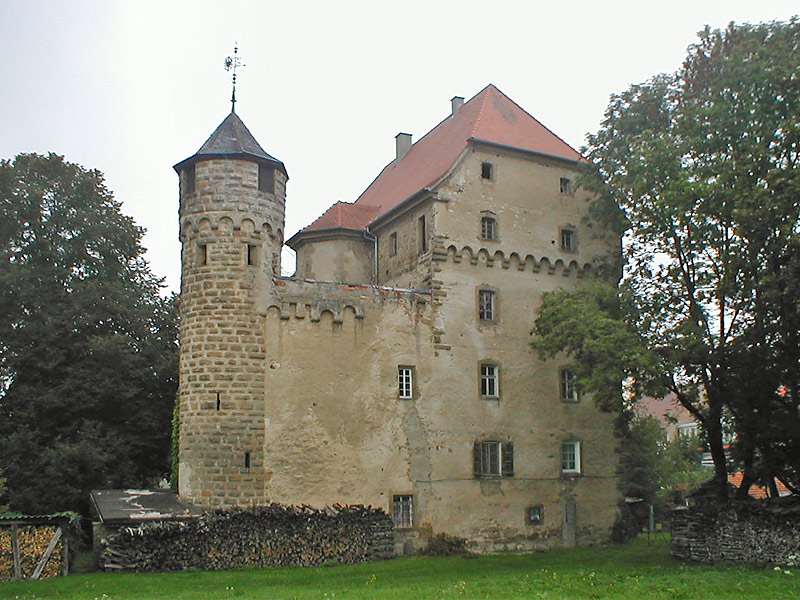
Schloss Grombach von Osten

Das Schloss Grombach in Grombach, einem Ortsteil von Bad Rappenau im Landkreis Heilbronn im nördlichen Baden-Württemberg, ist eine ehemalige Wasserburg aus dem 13. Jahrhundert. Aufgrund der wechselvollen Besitzgeschichte von Grombach war die Burg nicht zu allen Zeiten bewohnt. Die Herren von Venningen, die Burg und Ort Grombach 1498 erwarben, ließen sie 1544 im Stil der Renaissance umbauen. Nach einer Unterbrechung im 17. Jahrhundert sind sie seit um 1700 wieder im Besitz der Anlage. Zuletzt von den Besitzern bewohnt wurde die Burg in der Mitte des 19. Jahrhunderts. Seitdem ist das zugehörige große Hofgut verpachtet, während das Wohngebäude der Burg wechselnden Wohnzwecken diente.

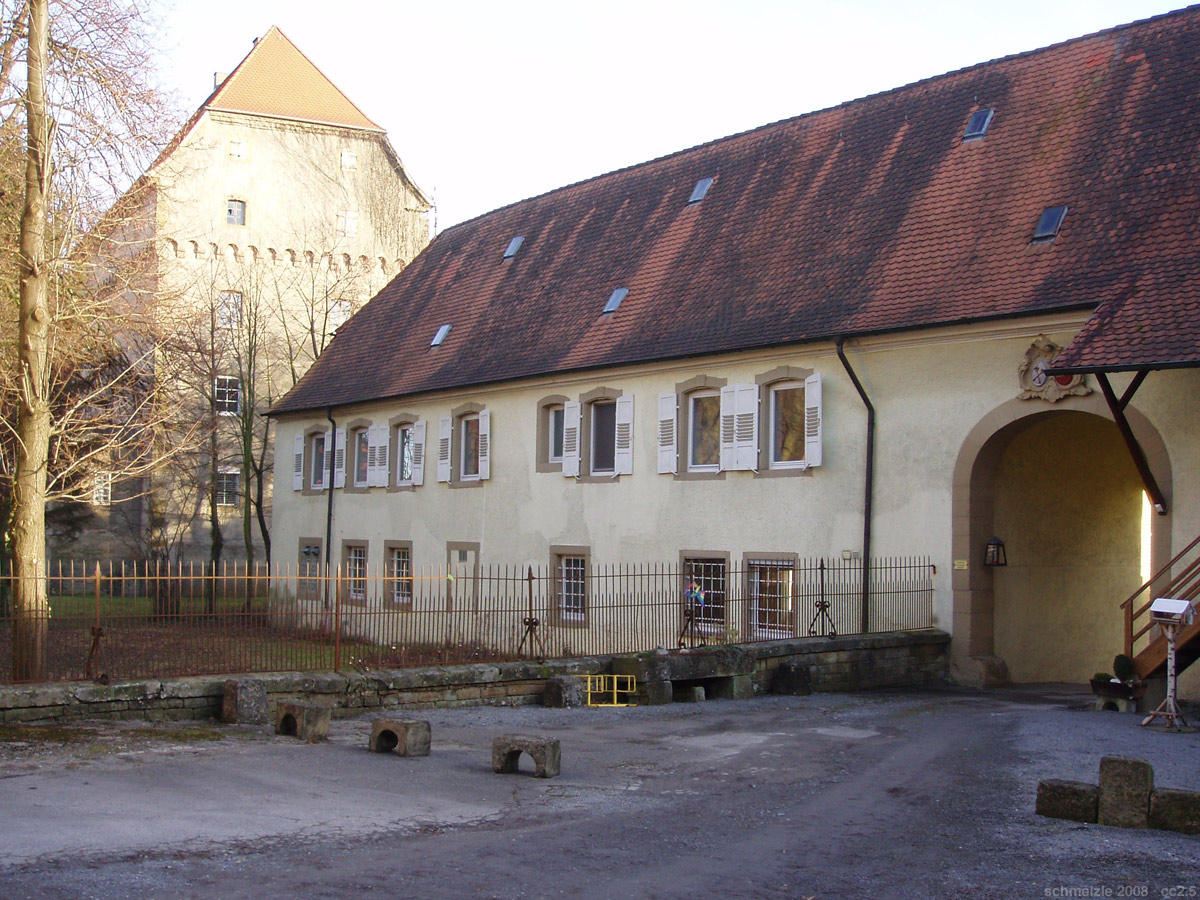
Verwalterhaus von 1757

## Geschichte
Im 13. und 14. Jahrhundert wurde die Wasserburg vom Ortsadel erbaut. 1337 bestätigte der Speyerer Bischof Gerhard von Ehrenberg, als Lehnsherr, dem Domherrn Ulrich von Württemberg († 1348) ihren lebenslangen Besitz, wozu auch das Dorf gehörte. Danach ging sie an die Herren von Helmstatt über. Erhard von Helmstatt († 1514) verkaufte 1498 das Dorf mit Burg und Hoheitsrechten an Stephan von Venningen († 1530) aus der Neidenstein-Zuzenhausener Linie der Herren von Venningen.
Die Burg wurde 1504 im Landshuter Erbfolgekrieg schwer beschädigt und möglicherweise auch im Bauernkrieg 1525 nochmals in Mitleidenschaft gezogen. 1544 erfolgte unter Christoph von Venningen ein Wiederaufbau im Stil Renaissance. Die Burg war nicht zu allen Zeiten bewohnt und teilt die wechselvolle Besitzgeschichte des Ortes. Nach dem Erlöschen der Grombacher Venningen im Mannesstamm mit Friedrich von Venningen 1578 kam der Besitz an die Herren von Flersheim, im 17. Jahrhundert über die Boos von Waldeck an den bayerischen Reitergeneral Johann von Werth (1591–1652) und über dessen Tochter an die Herren Raitz von Frentz. Im kriegerischen 17. Jahrhundert nahm die Burg erneut Schaden, da sie 1742 als „schon vor 50 Jahren verfallen“ beschrieben wurde.
Vertreten von Eberhard Friedrich von Venningen (1642–1710) erwirkten die Venningen 1697 die Besitzeinweisung und 1702 die Rückübertragung von Grombach, so dass danach Eberhard Friedrichs Bruder Philipp Egolph († 1708) im Schloss residierte. Nach längeren Erbstreitigkeiten kam der Besitz an die Nachfahren des dritten Bruders Philipp Augustin († 1713). Sein Enkel Carl Philipp von Venningen (1728–1797) ließ das Schloss erneut renovieren. Um weitere Erbstreitigkeiten zu vermeiden, zählen Schloss und Hofgut Grombach seit 1790 als Allodialbesitz zum Familienfideikommiss der Venningen. Carl Theodor von Venningen (1806–1874), der mit Jane Digby verheiratet war, ließ das Schloss 1840 abermals renovieren.
Von der Besitzerfamilie zuletzt bewohnt wurde das Schloss 1865, danach diente es als Wohnung des Venningenschen Rentamtmannes. Am Schloss, in das nach 1945 Flüchtlinge einquartiert wurden und dessen Wohnbau bis heute zu Wohnzwecken vermietet ist, fanden über längere Zeit keine größeren Sanierungen mehr statt. 2003 hat man die Dachdeckung erneuert.
Der gesamte Venningensche Besitz in Grombach wurde ab 1893 an die Zuckerfabrik Waghäusel und später an die Südzucker verpachtet. Der Verwalter des Hofguts hatte seine Wohnung im neben dem Schloss befindlichen Verwalterhaus. Das Hofgut umfasste nach dem Zweiten Weltkrieg 147 Hektar Ackerland. Durch Bodenreform und Flurbereinigung gingen davon etwa 36 Hektar ab, die Gesamtfläche umfasst inklusive inzwischen dazugekommenem Kleinpachtland 122 Hektar. Vom Schlossgut in Grombach aus wurde ab 1973 noch das Gemmingensche Gut in Treschklingen und ab 1989 noch die Flächen des Oberbiegelhofs mitbewirtschaftet. Seit 1996 werden die Güter Grombach, Treschklingen und Oberbiegelhof vom Südzucker-Pachtgut in Bockschaft bewirtschaftet.

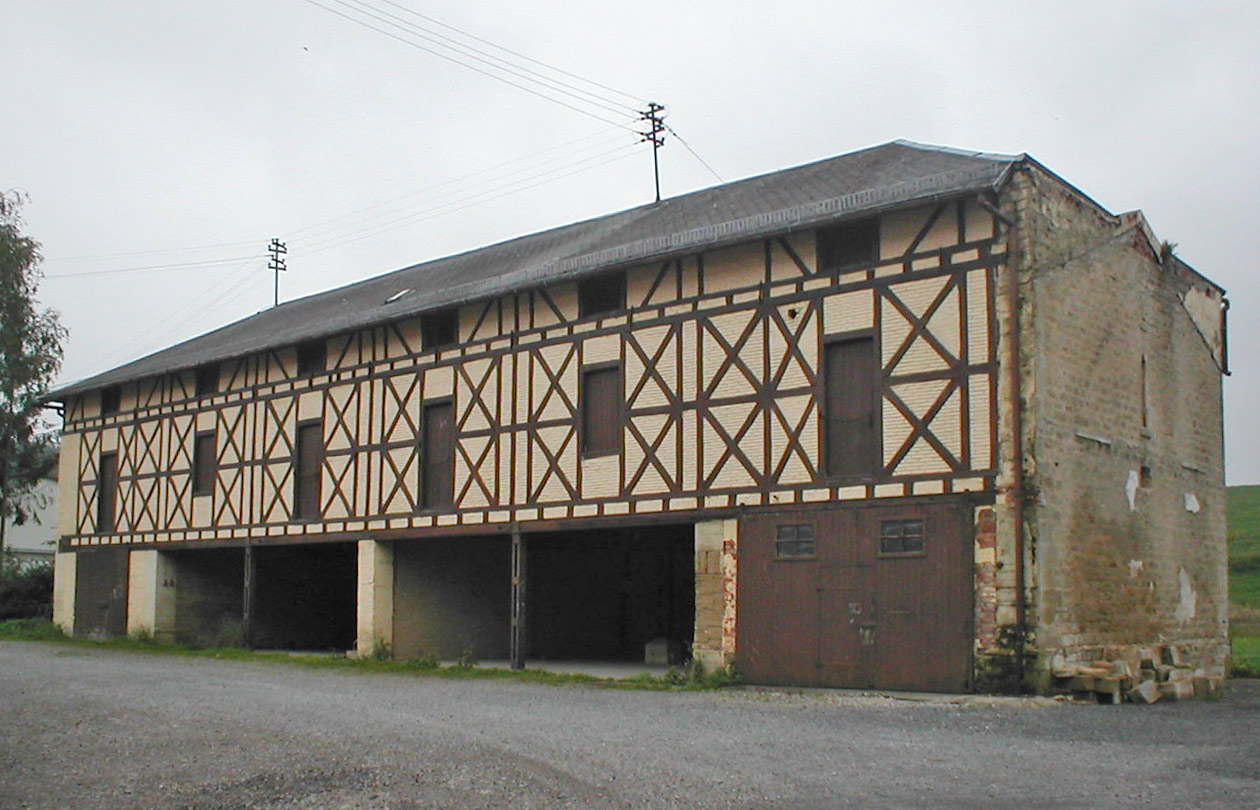
Wirtschaftsgebäude

## Beschreibung
Das am südöstlichen Dorfende stehende Schloss Grombach ist durch Umbauten aus einer möglicherweise schon im 13. Jahrhundert bestehenden Wasserburg entstanden. Der schon lange zugeschüttete Wassergraben ist nur noch andeutungsweise erkennbar.
Gemäß jüngerer Rekonstruktionsversuche könnte es sich bei der Wasserburg um eine quadratische Anlage gehandelt haben, deren nördliche Hälfte der Wohnbau einnahm, während die südliche Hälfte ein von hohen Mauern geschützter Innenhof mit zwei Ecktürmen war, zwischen denen sich über eine Fallbrücke der Zugang zur Anlage befand. Der Rekonstruktion zufolge wären der Turm in der Südwestecke sowie die meisten Teile der Mantelmauer im Süden und Westen heute verschwunden, während der runde Wehrturm in der Südostecke, der über die Mantelmauer mit dem Hauptgebäude verbunden ist, noch auf die alte Burganlage zurückgehen würde.
Das Hauptgebäude, ein gotischer Wohnbau mit vier Geschossen, wurde mehrfach verändert. Der daran angebaute achteckige Treppenturm entstand bis 1544.
Westlich des Schlosses schließt sich ein großer Wirtschaftsbereich an. Das Verwalterhaus ist ein langgestreckter zweistöckiger Barockbau von 1757 mit Tordurchfahrt und Wappen, die weiteren Nebengebäude bestehen insbesondere aus Scheunen. Eine einst vorhandene Schmiede wurde nach 1965 abgerissen, das „Polenhaus“, ein Wohnhaus für Saisonarbeiter, 2006.